# 🇬🇵
🇬🇵 is een Unicode vlagsequentie emoji die gebruikt wordt als regionale indicator voor Guadeloupe. De meest gebruikelijke weergave is die van de officieuze vlag van Guadeloupe (officiel is de vlag van het gebied de Franse driekleur 🇫🇷). Op sommige platforms (waaronder Microsoft Windows) ziet men de letters GP.
De vlagsequentie is opgebouwd uit de combinatie van de Regional Indicator Symbols 🇬 (U+1F1EC) en 🇵 (U+1F1F5), tezamen de ISO 3166-1 alpha-2 code GP voor Guadeloupe vormend.
Deze emoji is in 2010 geïntroduceerd met de Unicode 6.0-standaard.

## Gebruik
Deze emoji wordt gebruikt als regionale aanduiding van Guadeloupe.

## Codering

De Twemoji-implementatie

### Unicode
In Unicode vindt men de 🇬🇵 met de codesequentie U+1F1EC U+1F1F5 (hex).

### Shortcode
Er zijn shortcodes  voor 🇬🇵; in Github kan deze opgeroepen worden met :guadeloupe:,  in Slack kan het karakter worden opgeroepen met de code :flag-gp:.